# John O'Flynn
John O'Flynn (Cobh, 11 luglio 1982) è un calciatore irlandese, attaccante del Passage.

## Carriera
Si è trasferito al Barnet il 1º settembre 2008 a parametro zero.
Nel luglio del 2010 si strasfetisce all'Exeter City

## Palmarès

### Club

#### Competizioni nazionali
- Campionato irlandese: 1

Cork City: 2005
- Coppa d'Irlanda: 1

Cork City: 2007
- League of Ireland First Division: 1

Limerick: 2016

#### Competizioni internazionali
- Setanta Sports Cup: 1

Cork City: 2008